# 카롤 리네티
카롤 리네티(폴란드어: Karol Linetty, 1995년 2월 2일 ~ )는 폴란드의 축구 선수로 현재 튀르키예 쉬페르리그의 코자엘리스포르에서 미드필더로 활약하고 있다.

## 선수 경력

### 클럽
2012-13 시즌을 앞두고 폴란드 1부 리그의 레흐 포즈난 입단을 통해 프로에 입문한 뒤 2015-16 시즌까지 112경기 11골을 기록하며 2014-15년 리그 우승, 폴란드컵 2회 연속 준우승(2014-15, 2015-16), 폴란드 슈퍼컵 2연패(2015년, 2016년) 등에 이바지했다.
2015-16 시즌을 마친 뒤 이탈리아 세리에 A의 UC 삼프도리아로 이적하여 2019-20 시즌까지 132경기 11골로 3시즌 연속 리그 중위권 성적에 기여했으며 2020-21 시즌을 앞두고 토리노 FC로 이적했다.

### 국가대표팀
2014년 1월 18일 국제 A매치 데뷔전인 노르웨이와의 친선 경기에서 데뷔골을 터뜨리며 팀의 3-0 완승에 일조했고 이후 UEFA 유로 2016 본선 엔트리에 합류하여 폴란드의 유로 대회 역사상 첫 8강 진출에 기여했다.
그 후 보스니아 헤르체고비나와의 2020-21년 UEFA 네이션스리그 A 1조 4차전에서 전반 종료 직전 쐐기골을 터뜨리며 팀의 3-0 완승에 기여했고 2021년 6월 14일 슬로바키아와의 UEFA 유로 2020 E조 1차전에서 동점골을 터뜨렸으나 팀 패배를 막기엔 역부족이었다.

## 수상

### 클럽
레흐 포즈난
- 엑스트라클라사 : 우승 (2014-15)
- 폴란드컵 : 준우승 (2014-15, 2015-16)
- 폴란드 슈퍼컵 : 우승 (2015, 2016)